# Bernard Esterhuizen
Bernard Esterhuizen (* 4. Oktober 1992 in Durban) ist ein ehemaliger südafrikanischer Bahnradsportler, der auf die Kurzzeitdisziplinen spezialisiert war.

## Sportliche Laufbahn
2009 wurde Bernard Esterhuizen in Moskau Junioren-Weltmeister im Keirin. 2011 errang er bei den südafrikanischen Bahn-Meisterschaften der Elite drei Titel: im Keirin, im Sprint und im 1000-Meter-Zeitfahren. Bei den Olympischen Spielen 2012 in London belegte er Rang elf im Sprint. 2013 errang er zwei nationale Titel, im Sprint sowie im Zeitfahren und siegte in diesen Disziplinen bei dem Bahn-Meeting US Grand Prix of Sprinting.
2017 wurde Esterhuizen gemeinsam mit Evan Carstens und Clint Hendricks Afrikameister im Teamsprint und errang mit Carstens die Silbermedaille im Zweier-Mannschaftsfahren.

## Erfolge
2009
- Junioren-Weltmeister – 1000-Meter-Zeitfahren

2011
- Südafrikanischer Meister – Sprint, Keirin, 1000-Meter-Zeitfahren

2013
- Südafrikanischer Meister – Sprint, 1000-Meter-Zeitfahren

2017
- Afrikameister – Teamsprint (mit Evan Carstens und Clint Hendricks)
- Afrikameisterschaft – Zweier-Mannschaftsfahren (mit Evan Carstens)